# Соза, Иринеу Эванжелиста ди
Ирине́у Эванжели́ста ди Со́за, барон и виконт ди Мауа (порт. Irineu Evangelista de Sousa, barão e visconde de Mauá; 28 декабря 1813, Аррою-Гранди — 21 октября 1889, Петрополис) — бразильский промышленник, банкир и судовладелец, внесший большой вклад в индустриализацию страны, один из пайщиков Банка Бразилии. Основал первый металлургический завод и судоверфь в стране, строитель первой железной дороги в Бразилии, основатель пароходной линии на реке Амазонка, проложил первый подводный телеграфный кабель, связавший Южную Америку с Европой. Также снабдил столицу страны — Рио-де-Жанейро — газовым уличным освещением. Один из главных противников рабства и работорговли в Бразилии. На пике своей карьеры владел 17 компаниями, аккредитованными в 6 странах, в том числе Франции, США и Великобритании. Его банк исполнял в Уругвае функции эмиссионного.

## Биография
Основным источником сведений о биографии ди Соза является его объяснительная записка, опубликованная в 1878 году после краха его банка Casa Mauá & Cia. Иринеу ди Соза родился в городе Аррою-Гранди округа Жагуаран тогдашнего капитанства Сан-Педру ду Риу Гранди ду Сул, в семье местных помещиков-скотоводов, его дед по отцу — Мануэл Жеронимо ди Соза — был основателем города. В 1818 году пятилетний Иринеу осиротел — его отец был убит угонщиками скота. Второй муж его матери отказался содержать детей от первого брака, поэтому старшая дочь Гильерминья была вынуждена выйти замуж в возрасте 12 лет, восьмилетнего Иринеу забрал дядя — юрист и землемер Мануэл Жозе ди Карвалью (1802—1875), обучивший его грамоте. В возрасте 9 лет Иринеу поступил на корабль другого дяди — капитана Жозе Батиста ди Карвалью, который занимался перевозкой шкур и вяленого мяса из Риу-Гранди в Рио-де-Жанейро. Там Иринеу служил счетоводом на складах за еду и жильё, работая с 7 часов утра до 10 вечера. В 11 лет он перешёл в торговый дом португальца Антонио Перейра ди Алмейда, который торговал как продуктами земледелия, так и рабами. К 1828 году 15-летний ди Соза был повышен до звания бухгалтера в фирме Алмейда.
После разорения работодателя, по его рекомендации в 1830 году Иринеу ди Соза был принят в экспортно-импортную компанию шотландца Ричарда Карузерса (Richard Carruthers), где изучил английский язык и бухгалтерский учёт. В возрасте 23 лет, в 1836 году он стал младшим партнёром в фирме и старшим менеджером. Карузерс принял его в масонскую ложу; идеалы свободы, равенства и братства оказали сильное влияние на ди Соза. После возвращения Карузерса в Великобританию в 1839 году, Иринеу ди Соза возглавил бразильское отделение компании. Он смог приобрести ферму в Санта-Тереза, во время республиканских восстаний помогал организовать революционерам побег из тюрьмы Рио-де-Жанейро.

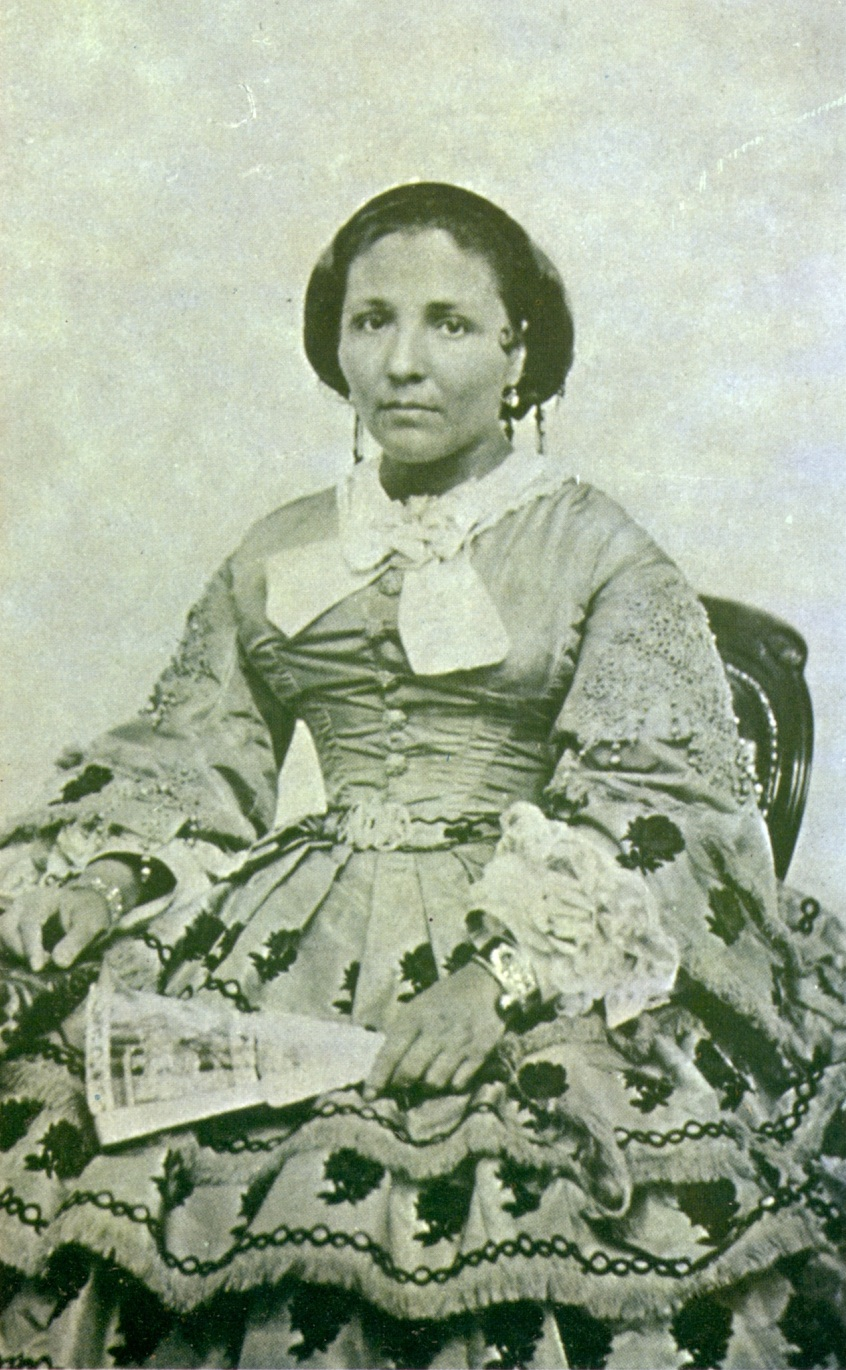
Мария ди Соза в 1861 году

В 1839 году Иринеу ди Соза перевёз к себе овдовевшую во второй раз мать и единственную сестру. Вместе с ними в Рио приехала племянница — Мария Жуакина ди Соза Машаду (1825—1904), на которой Иринеу женился в 1841 году. У них было 18 детей, из которых только 11 родились живыми, и только пятеро дожили до совершеннолетия. Это объясняли родственной близостью Иринеу и Марии ди Соза.

## Деловой успех
В 1840 году Иринеу ди Соза совершил поездку в Англию, где он, ознакомившись с металлургическим производством, понял, что Бразилии необходима индустриализация. Поскольку таможенные тарифы в Бразилии были низки, а цены на кофе высоки, вернувшись на родину, ди Соза решил заняться развитием промышленности. В то время он активно занимался работорговлей, что гарантировало быстрые прибыли, которые шли на финансирование его деловых проектов. Ему удалось добиться для фирмы Карузерса подряда на канализацию реки Маракана в городской черте Рио-де-Жанейро, в 1841 году он приобрёл литейную мастерскую в Понта-да-Арея (Нитерой). На этой базе была основана судостроительная верфь и фирма Companhia Estaleiro da Ponta da Areia. За год активы фирмы учетверились, на ней было занято более 1000 рабочих, производились котлы для выпарки сахара, водопроводные и газовые трубы, телеграфные и фонарные столбы и проч. На верфи за 11 лет было построено 72 судна (в том числе паровых), которые в основном использовались для каботажного плавания и навигации по Амазонке. На верфи ди Соза был построен быстроходный работорговый корабль, который, совершив единственный рейс в Африку, был выкуплен ВМФ Бразилии. Верфь в Понта-да-Арея была уничтожена пожаром 1857 года и восстановлена через три года, однако в 1860 году были отменены ограничения на закупки и строительство судов за границей и верфь окончательно обанкротилась.
В 1850 году закон ди Кейруша запретил трансатлантическую работорговлю, бывшие работорговцы стали активно инвестировать деньги в другие сферы, в первую очередь банковскую. В 1852 году был основан банк Banco Mauá, MacGregor & Cia, с отделениями в Париже, Лондоне и Нью-Йорке. В 1857 году открылся банк Banco Mauá Y Cia в Уругвае, который получил право эмиссии бумажных денег, имелся и его филиал в Буэнос-Айресе. Фактически ди Соза контролировал всю экономическую жизнь Уругвая.
Иринеу ди Соза в 1850 году получил концессию сроком на 20 лет по устройству в Рио-де-Жанейро газового освещения (Companhia de Iluminação a Gás do Rio de Janeiro). Он обязывался осветить 21 км улиц, которые ранее освещались лампами на китовом жире. Предстояло построить также газовый завод, для производства светильного газа из угля, он располагался в черте города. Газовое освещение было запущено 25 марта 1854 года. Позднее, по причине финансовых затруднений, ди Соза продал компанию за 1,2 млн фунтов стерлингов британской фирме, а также выпустил акций на 3600 конто (1 конто = 1 000 000 реалов). Также в 1874 году он основал Companhia de Abastecimento de Água do Rio de Janeiro, занимавшуюся прокладкой водопровода, но она просуществовала только до 1877 года.
В 1852 году ди Соза основал Companhia de Navegação do Amazonas, для эксплуатации пароходов на реке Амазонке. В 1866 году Бразильская империя объявила свободу навигации на Амазонке, после чего ди Соза передал компанию британским конкурентам.

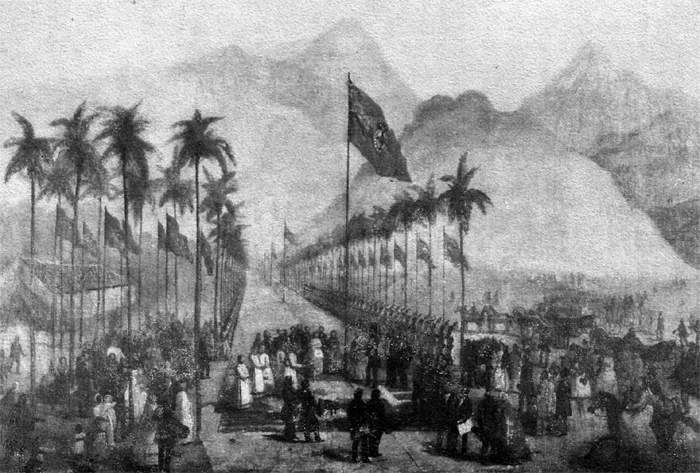
Закладка железной дороги Мауа в присутствии императора. 29 августа 1852 года

30 апреля 1854 года была открыта первая железная дорога Бразилии (Дорога Мауа), построенная ди Соза. Она соединяла залив Гуанабара с Серра-да-Эстрела, и имела длину 14 км. На открытии присутствовал император Педру II, он же совершил первую поездку, продолжавшуюся 23 минуты. В тот же день ди Соза был удостоен титула барона Мауа. Железная дорога была лишь началом большого проекта освоения долин Параибы и Минас Жераиса производителями кофе. Дорога должна была связать районы кофейного производства с портами. Прокладкой дорог ди Соза занимался и далее, сообщение с Минас-Жераис было открыто в 1873 году, в горный Петрополис дорога была проложена лишь в 1882 году.
В 1862 году ди Соза получил контракт на прокладку конки в Рио-де-Жанейро, вагоны первое время запрягались ослами, однако в 1866 году он передал все права американской компании Botanical Garden’s Railroad, открывшей трамвайную линию в 1868 году.
Как акционер ди Соза участвовал в работе Recife & São Francisco Railway Company, которая предназначалась для вывоза сахара из региона к океанским портам, а также в сооружении Центральной железной дороги и железной дороги Сантус — Жундиаи. Последняя была пущена 16 февраля 1867 года и стала пятой по счёту железной дорогой в стране. На 1867 год приходится пик делового успеха ди Соза: он контролировал 8 из 10 крупнейших компаний в стране, его личное состояние оценивалось в 115 000 конто (примерно 60 млрд современных долларов), тогда так государственный бюджет составлял только 97 000 конто.
После запрета раборторговли ди Соза исповедовал идеи аболиционизма и либерализма, и считал рабство главным препятствием для экономического развития Бразилии. С 1856 года он был депутатом бразильского парламента от провинции Риу-Гранди ду Сул (переизбирался 1859—1860, 1861—1864, 1864—1866 и 1872—1875). В последний раз избирался от Либеральной партии, имел также политическое влияние в Уругвае, либералов в котором поддерживал материально. После банкротства его банка в 1875 году, правительство предоставило ди Соза трехлетний мораторий, тем не менее он был вынужден распродать большую часть своих компаний иностранным предпринимателям.
После банкротства он закончил предпринимательскую деятельность, хотя съездил в Великобританию для поиска потенциальных инвесторов. В последние годы жизни страдал от диабета. Жил за счёт выращивания кофе: ещё в 1861 году он приобрёл фазенды Caguassu и Capuava близ Сан-Бернарду. Скончался незадолго до отмены рабства в Бразилии, был похоронен в семейном мавзолее в окрестностях Катумби. Кладбище ныне в руинах.

## Память
В 1910 году был открыт бронзовый памятник ди Соза близ доков Рио-де-Жанейро. Статуя венчает 8-метровую гранитную колонну.
В 1999 году был поставлен фильм Mauá — O Imperador e o Rei. Режиссёр — Сержио Резенди, в главной роли — Пауло Бетти.